# Diocesi di Diu
La diocesi di Diu (in latino Dioecesis Diensis) è una sede soppressa e sede titolare della Chiesa cattolica.

## Storia
Diu, identificabile con l'attuale Dion in Grecia, è un'antica sede vescovile della provincia romana della Macedonia Prima nella diocesi civile omonima, suffraganea dell'arcidiocesi di Tessalonica. La diocesi non è menzionata in nessuna antica Notitia Episcopatuum.
Un solo vescovo è conosciuto di questa sede, Palladio, che partecipò al concilio di Sardica tra il 343 e il 344.
Dal 1933 Diu è annoverata tra le sedi vescovili titolari della Chiesa cattolica; la sede è vacante dal 15 marzo 1976.

## Cronotassi

### Vescovi greci
- Palladio † (menzionato nel 344)

### Vescovi titolari
- Irzio Luigi Magliacani, O.F.M.Cap. † (25 dicembre 1949 - 15 marzo 1976 deceduto)